# Captain Kidd and the Slave Girl
Captain Kidd and the Slave Girl (bra: O Capitão Kidd e a Escrava) é um filme de ação e aventura de 1954 sobre uma mulher que se disfarça de escrava para tentar obter informações do Capitão Kidd sobre seu tesouro escondido. O filme foi dirigido por Lew Landers e estrelado por Anthony Dexter, Eva Gabor e Alan Hale Jr.

## Elenco
- Anthony Dexter como Capitão William Kidd
- Eva Gabor como Judith Duvall
- Alan Hale Jr. como Jerry Simpson
- James Seay como conde de Bellomont
- William Tannen como Steve Castle
- Sonia Sorrell como Anne Bonny
- Noel Cravat como L'ollonaise
- Richard Karlan como Capitão Avery
- Lyle Talbot como Pace
- Mike Ross como Barba Negra
- Jack Reitzen como Capitão Bartholomew
- Robert Long como Calico Jack

## Galeria
| {{{caption}}}                                            |
| Anthony Dexter e Eva Gabor em Captain Kidd and the Slave |

| {{{caption}}}                                     |
| Anthony Dexter em Captain Kidd and the Slave Girl |

| {{{caption}}}                                      |
| Anthony Dexter em Captain Kidd and the Slave Girl. |